# Alta Austria
Alta Austria (en alemán: Oberösterreich, pronunciación: /ˈoːbɐˌʔøːstəʁaɪ̯ç/ⓘ) es uno de los nueve estados federados que integran la República de Austria. Tiene una población estimada, a inicios de 2022, de 1 505 320 habitantes.
Su capital es Linz; otras ciudades importantes son Wels y Steyr. 
Tiene fronteras con Alemania, la República Checa y los estados federados austriacos de Baja Austria, Estiria y Salzburgo.
Con sus 11 980 km² de superficie y más de 1,5 millones de habitantes, es el tercero por importancia en Austria.

## Divisiones
Tradicionalmente se divide en cuatro partes: el Mühlviertel en el norte, el Innviertel en el oeste, el Traunviertel en el sur y el este y el Hausruckviertel. Mientras la parte al norte del Danubio es terreno montañoso, la zona central es favorable para la agricultura. El sur forma parte de los Alpes. Aquí se encuentran también varios lagos, muy importantes para el turismo.

## Política
El actual presidente de Alta Austria, Thomas Steltzer, pertenece al Partido Popular Austríaco.
| Elecciones estatales de Alta Austria de 2021 |         |       |         |             |
| Partido                                      | Votos   | %     | Escaños | +/-         |
| ÖVP                                          | 303.835 | 37,61 | 22      | 1           |
| FPÖ                                          | 159.692 | 19,77 | 11      | 7           |
| SPÖ                                          | 150.094 | 18,58 | 11      | Sin cambios |
| GRÜNE                                        | 99.496  | 12,32 | 7       | 1           |
| MFG                                          | 50.325  | 6,23  | 3       |             |
| NEOS                                         | 34.204  | 4,23  | 2       | 2           |